# Sergio de Queiroz Duarte
Pour les articles homonymes, voir Queiroz (homonymie) et Duarte.
Sergio de Queiroz Duarte (né en 1934 à Rio de Janeiro, Brésil et mort le 8 juillet 2024 à Belo Horizonte) est un ancien diplomate brésilien. Son dernier poste fut celui de Haut représentant pour le désarmement auprès du Bureau des affaires de désarmement des Nations unies, avec rang de Secrétaire général adjoint. Il a été nommé le 2 juillet 2007 par le Secrétaire général de l'ONU, M. Ban Ki-moon, et a pris sa retraite en février 2012.
Diplomate de carrière, M. Duarte a passé 48 ans au service du Ministère des affaires étrangères brésilien. Il occupe le rang d'ambassadeur et représenta le Brésil dans un grand nombre de pays tels que l'Autriche, la Croatie, la Slovaquie et la Slovénie simultanément (1999-2002), la Chine (1996-1999), le Canada (1993-1996) et le Nicaragua (1986-1991). Il fut aussi affecté en Suisse (1979-1986), aux États-Unis (1970-1974), en Argentine (1963-1966) et en Italie (1961-1963).
En parallèle, M. Duarte fut le représentant du Brésil auprès de plusieurs organisations internationales, en particulier dans le domaine du désarmement. En 2005, il fut le Président de 7e Conférence des Parties chargée d'examiner le Traité sur la non-prolifération des armes nucléaires. De 1999 à 2002, il fut le Gouverneur du Brésil au Conseil de Gouverneurs de l'Agence internationale de l'énergie atomique (AIEA) qu'il dirigea entre 1999 et 2000. De 1979 à 1986, il fut Représentant suppléant du Brésil, au Bureau du Représentant spécial du Brésil pour les affaires de désarmement, à Genève. Il travailla en outre à la mission permanente auprès des Nations unies à Genève de 1966 à 1968.
M. Duarte a obtenu en 1957 un diplôme d'administration publique à l'École brésilienne d'administration publique (Fondation Getúlio Vargas) et, en 1958, un diplôme de droit à l'Université fédérale de Fluminense (Niterói, Rio de Janeiro). Marié, il a eu deux enfants.